# Oceania del Polonio
Oceania del Polonio ist eine Ortschaft im Südosten Uruguays.

## Geographie
Sie befindet sich auf dem Gebiet des Departamento Rocha in dessen Sektor 10 nahe der Atlantikküste, etwa auf halber Strecke zwischen dem westlich gelegenen Pueblo Nuevo und Cabo Polonio im Osten.

## Infrastruktur
Am nördlichen Ortsrand von Oceania del Polonio verläuft die Ruta 10.

## Einwohner
Oceania del Polonio hatte bei der Volkszählung im Jahr 2011 sieben Einwohner, davon drei männliche und vier weibliche. Für die vorhergehenden Volkszählungen der Jahre 1963, 1975, 1985, 1996 und 2004 sind beim Instituto Nacional de Estadística de Uruguay keine Daten erfasst worden.
| Jahr | Einwohner |
| ---- | --------- |
| 1996 | -         |
| 2004 | -         |
| 2011 | 7         |

Quelle: Instituto Nacional de Estadística de Uruguay